# Ambrose Hardy
(Edward) Ambrose Hardy (18 de abril de 1842 - 9 de setembro de 1921) foi arquidiácono de Malta de 1889 a 1897.

## Biografia
Hardy nasceu em Clare, Suffolk e foi educado no Trinity College, Dublin (BA, 1869). Ele foi ordenado em 1872. Depois de uma curadoria na Holy Trinity, Coventry, ele foi Secretário do Fundo de Aumento dos Curadores. Hardy foi capelão em Chipre antes de se mudar para Malta em 1878, onde seria capelão do governo até 1896. De 1881 a 1896, ele foi capelão em Valletta e Sliema antes de ser arquidiácono de Malta de 1889 a 1897.
Durante seu mandato em Malta, cuja população é principalmente católica romana, Hardy compilou um relatório para a Igreja Anglicana sobre casamentos mistos de anglicanos e católicos, o que era uma questão delicada na época. O extenso relatório incluía detalhes de todos os casamentos em Malta desde que se tornou uma colônia britânica em 1814.
Em 1875, Hardy casou-se com Helen Jessie Alfreda Wilson, filha de Alfred William Wilson, que era vigário da Igreja da Santíssima Trindade quando Hardy era prelado em Coventry. Ela morreu em Malta em 1894.

Em sua aposentadoria, Hardy viveu no presbitério da Santíssima Trindade em Warwick. Ele permaneceu ativo na paróquia, frequentemente conduzindo serviços. Ele era um jogador de críquete entusiasmado, jardineiro e colecionador de selos. Foi sepultado no cemitério do adro da Igreja da Santíssima Trindade, Over Worton, Oxfordshire.